# Елізабет (Нью-Джерсі)
Елізабет (англ. Elizabeth) — місто (англ. city) в США, адміністративний центр округу Юніон штату Нью-Джерсі. Населення — 137 298 осіб (2020), таким чином, це четверте за народонаселенням місто штату.

## Історія
Місто Елізабет (тоді — Елізабеттаун) було засноване 1664 року англійськими колоністами і було назване на честь дружини сера Джорджа Картерет (а не королеви Єлизавети I, як може здатися). Це було перше англомовне поселення в новій колонії і перша столиця Нью-Джерсі (нині — Трентон). Під час війни за незалежність Елізабет піддавався атакам британських військ, розквартированих на Манхеттені і Стейтен-Айленді.
13 березня 1855 Елізабет-сіті було об'єднане з передмістям. Першим великим індустріальним підприємством в місті була компанія Зінгер, що виробляє швейні машинки. У 1889 році Ендрю Рікер заснував тут своє підприємство електричних автомобілів. Крім цього, з кінця XIX століття в доках Елізабет будувалися підводні човни.

## Географія
Елізабет розташоване за координатами 40°39′59″ пн. ш. 74°11′37″ зх. д. / 40.66639° пн. ш. 74.19361° зх. д. (40.666261, -74.193530).  За даними Бюро перепису населення США в 2010 році місто мало площу 34,87 км², з яких 31,91 км² — суходіл та 2,97 км² — водойми.

## Демографія
Згідно з переписом 2010 року, у місті мешкало 124 969 осіб у 41 596 домогосподарствах у складі 29 335 родин. Було 45516 помешкань
Расовий склад населення:
| - 54,6 % — білих - 21,1 % — чорних або афроамериканців - 2,1 % — азіатів - 0,8 % — корінних американців - 16,7 % — осіб інших рас |

До двох чи більше рас належало 4,6 %. Частка іспаномовних становила 59,5 % від усіх жителів.
За віковим діапазоном населення розподілялося таким чином: 25,6 % — особи молодші 18 років, 65,2 % — особи у віці 18—64 років, 9,2 % — особи у віці 65 років та старші. Медіана віку мешканця становила 33,2 року. На 100 осіб жіночої статі у місті припадало 98,6 чоловіків;  на 100 жінок у віці від 18 років та старших — 96,8 чоловіків також старших 18 років.
Середній дохід на одне домашнє господарство  становив 56 131 долар США (медіана — 43 568), а середній дохід на одну сім'ю — 59 268 доларів (медіана — 44 835). Медіана доходів становила 33 029 доларів для чоловіків та 27 679 доларів для жінок. За межею бідності перебувало 19,0 % осіб, у тому числі 26,9 % дітей у віці до 18 років та 16,3 % осіб у віці 65 років та старших.
Цивільне працевлаштоване населення становило 59 609 осіб. Основні галузі зайнятості: освіта, охорона здоров'я та соціальна допомога — 17,0 %, транспорт — 13,6 %, роздрібна торгівля — 11,7 %, науковці, спеціалісти, менеджери — 11,1 %.

## Відомі люди
- Вільям Фредерік Голсі Молодший (1882—1959) — американський військово-морський діяч
- Томас Мітчелл (1892—1962) — американський актор, драматург та сценарист.